# Управитель гірничого підприємства
Управитель гірничого підприємства — посадова особа у середні віки у гірничих роботах певного регіону, чи рудного району.
Наводимо уривок з праці Георга Агріколи De Re Metallica (1556 р.), який саме присвячений опису гірничих посад часів пізнього Середньовіччя:
| Управитель гірничого підприємства повинен дбати про добро його співвласників, як про своє власне. Гірничі закони дозволяють при всьому тому одному управителю брати на себе завідування кількома рудниками, але не більше ніж двома, якщо вони багаті золотом або сріблом. Якщо ж більша кількість копалень з тих, що знаходяться в його відомі, вперше починають видавати коштовний метал, він зберігає своє управління ними до тих пір, поки його не звільнить від цього бергмайстер. Управителю кожного рудника бергмайстер і обидва гірничих присяжних встановлюють за згодою власників підприємства певну винагороду за його працю. ...управителю копальні з багатою рудою десятинник відпускає щотижня стільки грошей, скільки достатньо для сплати винагороди за працю гірникам або для придбання знаряддя, потрібного для розробки копальні. При цьому управитель рудника щотижня по суботах віддає в присутності бергмайстра і присяжних звіт про зроблені ним витрати. Про прибутки, будь то внески, сплачені співвласниками підприємства, або суми, отримані від десятинника, як рівним чином і про витрати за три місяці, він представляє звіт пайовикам, а також бергмайстру та бергшрайберу чотири рази на рік. |